# Largeur.com
 (décembre 2022).
Si vous disposez d'ouvrages ou d'articles de référence ou si vous connaissez des sites web de qualité traitant du thème abordé ici, merci de compléter l'article en donnant les références utiles à sa vérifiabilité et en les liant à la section « Notes et références ».
Pour l’article homonyme, voir Largeur.
Largeur.com est un magazine en ligne édité par l'agence de presse suisse LargeNetwork.

## Histoire
Né le 16 avril 1999, Largeur.com publie sur Internet, à un rythme quotidien, des enquêtes, chroniques et reportages dédiés à tous les aspects de l'actualité, avec une préférence pour les nouvelles tendances, les points de vue originaux et les informations exclusives. Les articles y sont réunis en 5 rubriques intitulées Glocal, Kapital, Pop Culture, Technophile et Latitudes.
L'entreprise Largeur.com s'est rapidement diversifiée en devenant une agence de presse qui fournit des articles originaux pour des journaux suisses. Depuis 2003, Largeur.com réalise aussi des magazines d'entreprise. En juillet 2009, ces activités ont été réunies dans une nouvelle entité, LargeNetwork, alors que le magazine en ligne a conservé le nom historique de Largeur.com.
Les deux journalistes suisses Pierre Grosjean et Gabriel Sigrist sont à l'origine de Largeur.com. Ils avaient préalablement participé à la création du quotidien Le Temps et du Nouveau Quotidien fondé par Jacques Pilet.